# James FitzGerald (10e comte de Desmond)
Pour les articles homonymes, voir James FitzGerald.
James fitz Maurice FitzGerald, (mort le 18 juin 1529) il est le 10e comte de Desmond de 1520 à sa mort.

## Contexte
James fitz Maurice FitzGerald est le fils aîné et successeur de  Maurice Bacach. 
Après son accession il doit renoncer aux prétentions émises par son père à l'assujettissement  des FitzGerald de Décies et leur céder la baronnie de Kilsheelan. En 1521 James est défait par les Mac Carthaigh de Múscraighe, alliés à son oncle Thomas FitzGerald lors du combat de l'abbaye de Mourne et il doit accepter que les Mac Carthaigh s'établissent dans la baronnie de Kerry. Il complote ensuite vers 1523 contre le roi Henri VIII avec le roi François Ier de France et lui fait exposer l'importance de son réseau d'alliance avec Mac Carthaigh Mór, la puissance de ses alliés Gallowglass et son potentiel miliaire qu'il estime à 35.000 soldats et 2.200 cavaliers. Après la défaite du roi de France lors de la Bataille de Pavie en 1525 il se tourne en septembre 1528 vers Charles Quint lui réclamant de l'artillerie et lui proposant de conclure un traité d'alliance formel. L'empereur dépêche en Irlande son chapelain Gonzalo Fernandez en février 1529. Ce dernier ne peut que constater que si le potentiel militaire du comte de Desmond n'est pas négligeable il ne peut être utilise que pour consolider ses domaines et ne peut guère intervenir au delà du Munster. La mort brutale de maladie du comte à Dingle le 18 juin 1529 met fin à ses projets et il est inhumé près de son père à Tralee

## Union et Postérité
James fitz Maurice épouse Marie Mac Carthy  qui lui donne plusieurs filles dont :
- Joan (Jane) FitzGerald qui contracte trois unions:

1) James Butler 9e comte d'Ormond et d'Ossory ;
2) Sir Francis Bryan ;
3) Gerald FitzGerald 15e comte de Desmond.
- Honora FitzGerald

- Ellice Fitzgerald

## Source
- (en) T.W Moody, F.X. Martin et F.J. Byrne, A New History of Ireland IX Maps, Genealogies, Lists. A companion to Irish History part II, Oxford, Oxford University Press, 2011, 690 p. (ISBN 978-0-19-959306-4).